# Austrolebias reicherti
 Austrolebias reicherti és un peix de la família dels rivúlids i de l'ordre dels ciprinodontiformes que es troba a l'Uruguai. És una espècie d'aigua dolça.